# Richard Rabasa
Richard Rabasa (* 5. Juli 1931; † 19. Februar 2011) war ein französischer Skispringer.

## Werdegang
Rabasa startete als Mitglied der französischen Nationalmannschaft bei den Olympischen Winterspielen 1956 in Cortina d’Ampezzo. Dabei sprang er von der Normalschanze zweimal auf 66 Meter und landete damit am Ende auf dem 46. Platz, punktgleich mit seinem Landsmann André Monnier. Bei der Weltmeisterschaft 1954 kurz zuvor startete er nicht, da Frankreich keine Skispringer entsendete. Auch bei der WM 1958 gehörte er nicht zum Team, obwohl er startberechtigt gewesen wäre.